# Norman Hammond
Norman Hammond (* 10. Juli 1944) ist ein britischer präkolumbianischer Archäologe.
Hammond studierte Archäologie und wurde 1972 an der Cambridge University promoviert, wo er von 1967 bis 1975 Cambridge University lehrte, von 1975 bis 1977 lehrte an der Bradford University und von 1977 bis 1988 an der Rutgers University. Von 1988 bis zu seiner Emeritierung war er als Professor für Archäologie an der Boston University tätig.
1998 wurde er Mitglied (Fellow) der British Academy. 2018 wurde Hammond in die Academia Europaea gewählt.

## Schriften (Auswahl)
- Cuello. An Early Maya Community in Belize. Cambridge University Press, Cambridge, New York 1991
- Ancient Maya Civilization. Cambridge University Press and Rutgers University Press, 1982, 5. Ausgabe 1994
- Lubaantun. A Classic Maya Realm. Peabody Museum of Archaeology and Ethnology, Harvard University, Monograph 2. Cambridge, MA, 1975
- Nohmul. A Prehistoric Maya Community in Belize, Excavations 1973–1983, zwei Bände, 1985
- mit F. R. Allchin (Hrsg.): The Archaeology of Afghanistan.  Academic Press, London, New York 1978